# Genealogia deorum gentilium

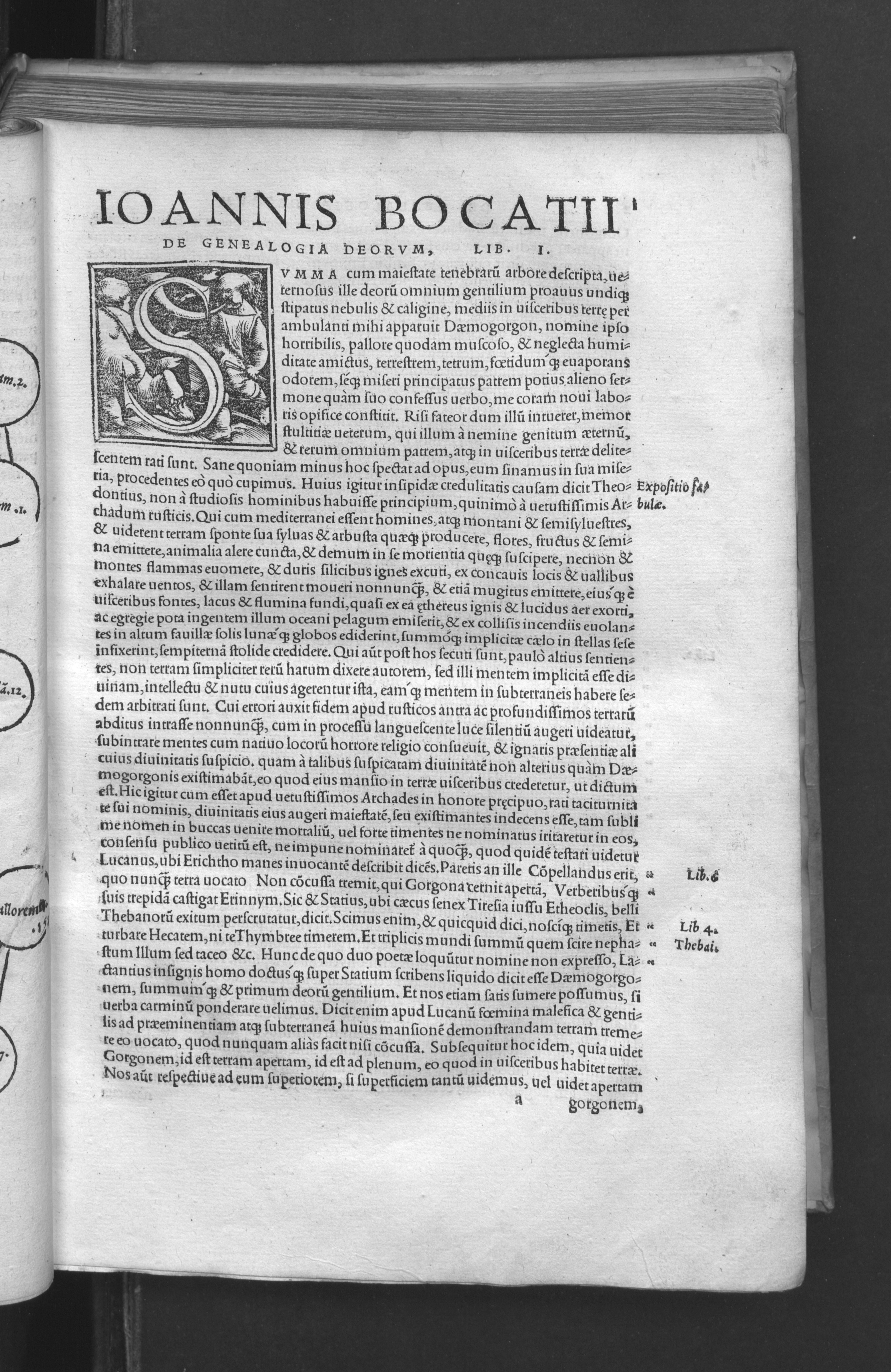
Genealogia deorum gentilium (ed. de 1532).

La Genealogia deorum gentilium (Genealogía de los dioses paganos) de Giovanni Boccaccio, dividida en quince libros, es una de las más completas recopilaciones de leyendas de la mitología griega, a las que el autor confiere el "sensus" (Hermenéutica bíblica) una interpretación alegórico-filosófica. 
Esta obra fue iniciada antes de 1350, a instancias de Hugo IV, rey de Chipre, dedicatario de la obra, aunque Boccaccio continuaría corrigiendo la obra hasta su muerte. 
Fue uno de los libros de consulta más utilizados entre escritores hasta avanzado el siglo XIX.